# Нидерландские Антильские острова на юношеских Олимпийских играх
Нидерландские Антильские острова принимали участие только в одних юношеских Олимпийских играх — в летних Играх 2010 года, в зимних Играх не принимали участие ни разу.
Спортсмены Нидерландских Антильских островов на всех юношеских Олимпийских играх выиграли в сумме 1 медаль, не золотую, медаль завоёвана на летних Играх; в неофициальном медальном зачёте спортивная делегация Нидерландских Антильских островов занимает 109-е место.

## Медальный зачёт

### Медали на летних юношеских Олимпийских играх
| Игры          | Участников     | Золото         | Серебро        | Бронза         | Всего          | Место          |
| 2010 Сингапур | 4              | 0              | 0              | 1              | 1              | 84             |
| 2014—         | не участвовали | не участвовали | не участвовали | не участвовали | не участвовали | не участвовали |
| Всего         | Всего          | 0              | 0              | 1              | 1              | 108            |